# Chiesa di San Giovanni Battista (Brendlorenzen)
La chiesa di San Giovanni Battista (in tedesco: St. Johannes der Täufer) è la parrocchiale a Brendlorenzen, sobborgo di Bad Neustadt an der Saale nel distretto della Bassa Franconia in Baviera, Germania.

## Storia
Un primo luogo di culto è documentato sin dal 742, con dedicazione a San Martino. In seguito la dedicazione è stata modificata a San Giovanni Battista. In origine la parrocchia di Brend comprendeva un'area molto più vasta, con Mittelstreu, Aschach, Rödelmaier e Geroda. Dal 976 divenne proprietà del monastero di Aschaffenburg. La chiesa recente venne edificata attorno al XIII secolo.